# بردار مکان

بردار یا
(پررنگ), موقعیت نقطه را از مبدأ مختصات در دستگاه مختصات دکارتی نشان می‌دهد و به صورت
نوشته می‌شود.

بردار مکان یا موقعیت یا بردار شعاعی که آن را معمولا با {\displaystyle {\vec {r}}}  یا {\displaystyle \mathbf {r} }  (پررنگ) نمایش می‌دهند، برداری است که محل قرارگیری یک نقطه مانند {\displaystyle P} را در فضا را نسبت به یک مبدأ دلخواه مانند {\displaystyle O} نشان می‌دهد. عبارت ریاضی {\displaystyle \mathbf {r} ={\overrightarrow {OP}}} به معنی جابجایی از مبدأ {\displaystyle O} به سمت نقطه {\displaystyle P} است بردار مکان در فضاهای دو و سه بعدی نیز چنین است.

## کاربردها
- در جبر خطی، یک بردار مکان می‌تواند به شکل ترکیب خطی از بردارهای یکه نشان داده‌شود.
- حرکت جنبشی (سینماتیک) یک جرم نقطه‌ای می‌تواند توسط یک تابع برداری {\displaystyle \mathbf {r} (t)} نشان داده شود، که البته خود تابعی از زمان است. این روش در مکانیک و دینامیک برای نشان دادن جابجایی یک ذره، جرم نقطه‌ای یا جسم صلب مورد استفاده قرار می‌گیرد

## بردار جابجایی
نوشتار اصلی: بردار جابجایی
بردار جابجایی همان برآیند بردارهای دردسترس است
بردار جابجایی (به انگلیسی: Displacement vector) برداری است که از تفریق دو بردار مکان ابتدایی و بردار مکان انتهایی یک متحرک بدست می‌آید.
{\displaystyle \Delta r=r_{f}-r_{i}}
که در آن {\displaystyle r_{i}} مکان ابتدایی، {\displaystyle r_{f}} مکان انتهایی و {\displaystyle \Delta r} بردار جابجایی است.